# Saint-Maurice-sur-Moselle
Pour les articles homonymes, voir Saint-Maurice et Moselle.
Saint-Maurice-sur-Moselle  est une commune française de montagne située dans le département des Vosges en région Grand Est. Elle fait partie du massif des Vosges.
Ses habitants sont appelés les Frémis .

## Géographie

### Situation
Il s'agit de la commune la plus méridionale de l'ancienne région Lorraine. Situé à 550 m et avec plus d'une dizaines de sommets dépassant les 1 000 m, le village et son vaste territoire font partie intégrante des Hautes-Vosges du sud. C'est un lieu prisé pour les activités de montagne, notamment la randonnée, l'alpinisme et le ski.
Le ballon de Servance et le ballon d'Alsace sont les deux sommets les plus connus de Saint-Maurice et des Hautes Vosges méridionales faisant du village une commune relativement touristique.

#### Communes limitrophes
| Fresse-sur-Moselle                                                      | Cornimont                    | Bussang Urbès Haut-Rhin Storckensohn Haut-Rhin |
|                                                                         | Saint-Maurice-sur-Moselle    | Rimbach-près-Masevaux Haut-Rhin                |
| Haut-du-Them-Château-Lambert Haute-Saône Plancher-les-Mines Haute-Saône | Lepuix Territoire de Belfort | Oberbruck Haut-Rhin Sewen Haut-Rhin            |

### Géologie et relief
Les limites sud et est de la commune sont constituées d'une ligne de crête assez continue et difficilement franchissable, du ballon de Servance à la tête des Neufs-Bois, séparant la Lorraine de la Franche-Comté et de l'Alsace. Le point culminant est la Haute Bers, quatre kilomètres plus à l'est et cinq mètres plus élevée que le célèbre ballon d'Alsace.
On y trouve les domaines skiables du Rouge Gazon, de la Gentiane et du ballon d'Alsace.

### Sismicité
Commune située dans une zone 3 de sismicité modérée.

### Hydrographie et les eaux souterraines
Hydrogéologie et climatologie : Système d’information pour la gestion des eaux souterraines du bassin Rhin-Meuse :
Territoire communal : Occupation du sol (Corinne Land Cover); Cours d'eau (BD Carthage),
Géologie : Carte géologique; Coupes géologiques et techniques,
 Hydrogéologie : Masses d'eau souterraine; BD Lisa; Cartes piézométriques.
La commune est située pour partie dans le bassin versant du Rhin au sein du bassin Rhin-Meuse et pour partie dans le bassin versant de la Saône au sein du bassin Rhône-Méditerranée-Corse. Elle est drainée par la Moselle, le ruisseau de la Prele, le ruisseau des Charbonniers, la goutte de la Jumenterie, la goutte de Morteville, la goutte Dernière, la goutte des Fondeurs, la goutte des Ordons, la goutte des Tauraches, la goutte des Tilleuls, la goutte du Petit Creux, la goutte du Plain des Loges, la goutte du Rieu, la goutte du Stalon, la goutte Lenvers, la goutte Prossenet, la goutte Valentin, Grande Goutte, le ruisseau de Faigne et le ruisseau de Partonrupt
La Moselle, d’une longueur totale de 560 kilomètres, dont 315 kilomètres en France, prend sa source dans le massif des Vosges au col de Bussang et se jette dans le Rhin à Coblence en Allemagne.

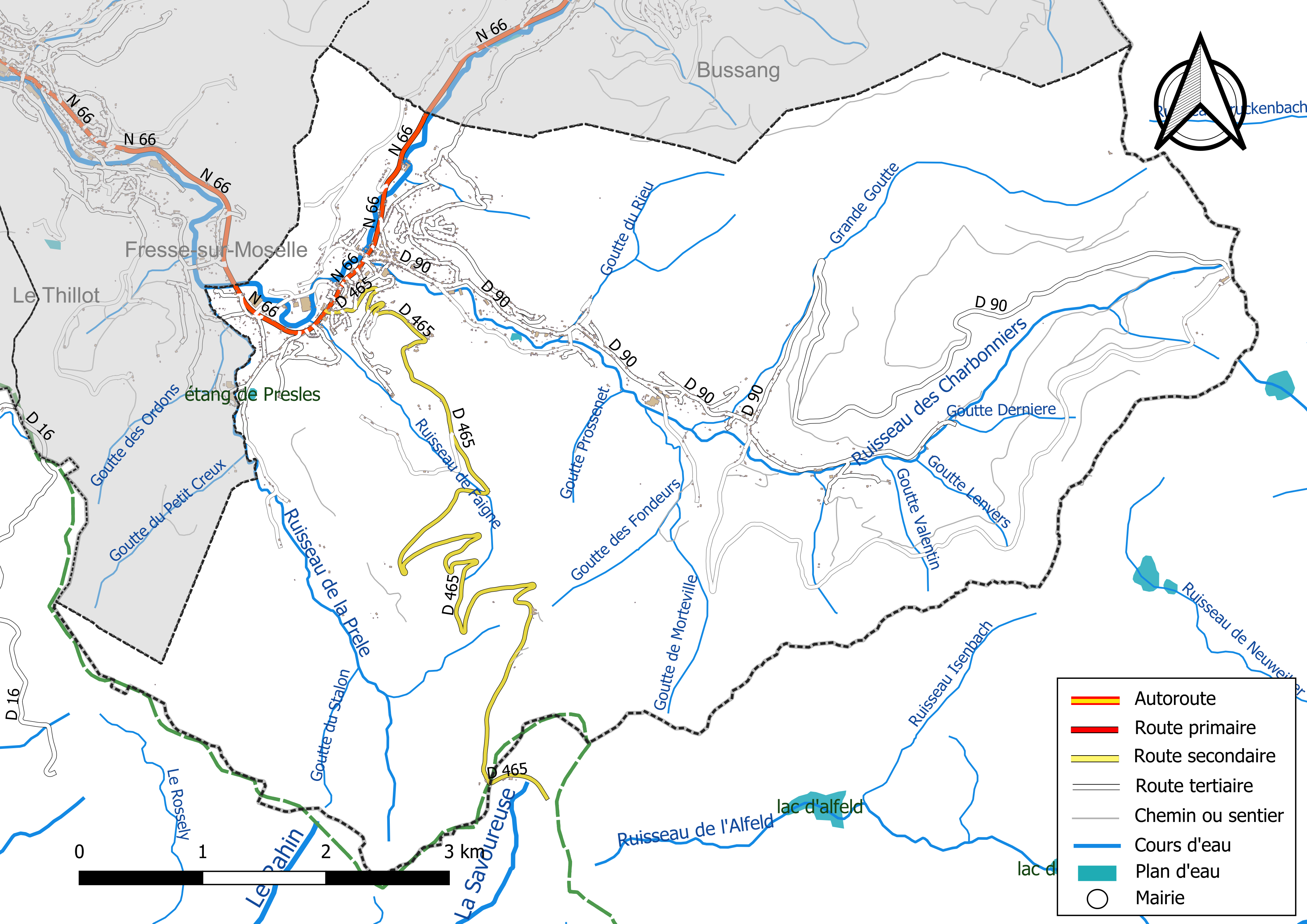
Réseaux hydrographique et routier de Saint-Maurice-sur-Moselle.

La qualité des cours d’eau peut être consultée sur un site dédié géré par les agences de l’eau et l’Agence française pour la biodiversité.

### Climat
Pour des articles plus généraux, voir Climat du Grand Est et Climat des Vosges.
En 2010, le climat de la commune est de type climat de montagne, selon une étude du Centre national de la recherche scientifique s'appuyant sur une série de données couvrant la période 1971-2000. En 2020, Météo-France publie une typologie des climats de la France métropolitaine dans laquelle la commune est exposée à un climat semi-continental et est dans la région climatique  Vosges, caractérisée par une pluviométrie très élevée (1 500 à 2 000 mm/an) en toutes saisons et un hiver rude (moins de 1 °C). 
Pour la période 1971-2000, la température annuelle moyenne est de 8,7 °C, avec une amplitude thermique annuelle de 16,7 °C. Le cumul annuel moyen de précipitations est de 1 729 mm, avec 14,3 jours de précipitations en janvier et 11,3 jours en juillet. Pour la période 1991-2020, la température moyenne annuelle observée sur la station météorologique de Météo-France la plus proche, « Sewen - Lac Alfeld_sapc », sur la commune de Sewen à 8 km à vol d'oiseau, est de 10,0 °C et le cumul annuel moyen de précipitations est de 2 282,3 mm. 
La température maximale relevée sur cette station est de 37,2 °C, atteinte le 24 juillet 2019 ; la température minimale est de −21 °C, atteinte le 12 janvier 1987,,. 
Les paramètres climatiques de la commune ont été estimés pour le milieu du siècle (2041-2070) selon différents scénarios d'émission de gaz à effet de serre à partir des nouvelles projections climatiques de référence DRIAS-2020. Ils sont consultables sur un site dédié publié par Météo-France en novembre 2022.

## Urbanisme

### Typologie
Au 1er janvier 2024, Saint-Maurice-sur-Moselle est catégorisée commune rurale à habitat dispersé, selon la nouvelle grille communale de densité à sept niveaux définie par l'Insee en 2022.
Elle appartient à l'unité urbaine du Thillot, une agglomération intra-départementale regroupant huit  communes, dont elle est une commune de la banlieue,,. Par ailleurs la commune fait partie de l'aire d'attraction du Thillot, dont elle est une commune de la couronne,. Cette aire, qui regroupe 7 communes, est catégorisée dans les aires de moins de 50 000 habitants,.

### Occupation des sols
L'occupation des sols de la commune, telle qu'elle ressort de la base de données européenne d’occupation biophysique des sols Corine Land Cover (CLC), est marquée par l'importance des forêts et milieux semi-naturels (85,5 % en 2018), en augmentation par rapport à 1990 (84,2 %). La répartition détaillée en 2018 est la suivante : 
forêts (82,4 %), prairies (10,9 %), zones urbanisées (3,6 %), milieux à végétation arbustive et/ou herbacée (3,1 %). L'évolution de l’occupation des sols de la commune et de ses infrastructures peut être observée sur les différentes représentations cartographiques du territoire : la carte de Cassini (XVIIIe siècle), la carte d'état-major (1820-1866) et les cartes ou photos aériennes de l'IGN pour la période actuelle (1950 à aujourd'hui).

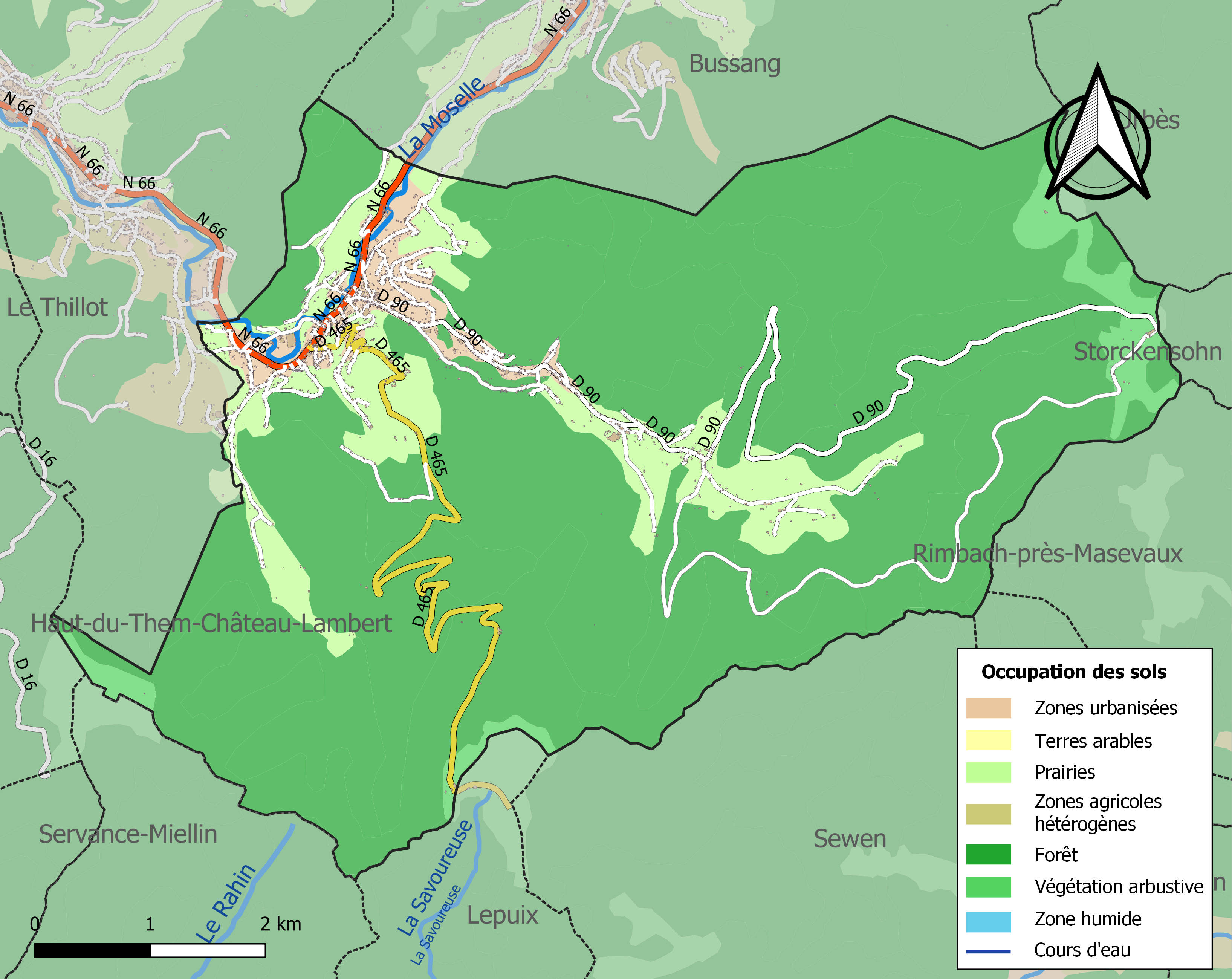
Carte des infrastructures et de l'occupation des sols de la commune en 2018 (CLC).

### Voies de communications et transports

#### Voies routières
- La commune est traversée par les routes suivantes : RN 66, RD 465.

La RN 66 relie Épinal à Mulhouse. Elle fait partie de la route européenne 512. Créée en 1824, elle a relié à l'origine Bar-le-Duc à Bâle en succédant à la route impériale 84,.
La RD 465 relie Belfort à Saint-Maurice-sur-Moselle. Il s'agit de l'ancienne RN 465, classée dans la voirie nationale dans les années 1930 ; elle a été déclassée et reclassée dans la voirie départementale en 1973.
- A36, surnommée La Comtoise. Sorties Fontaine.

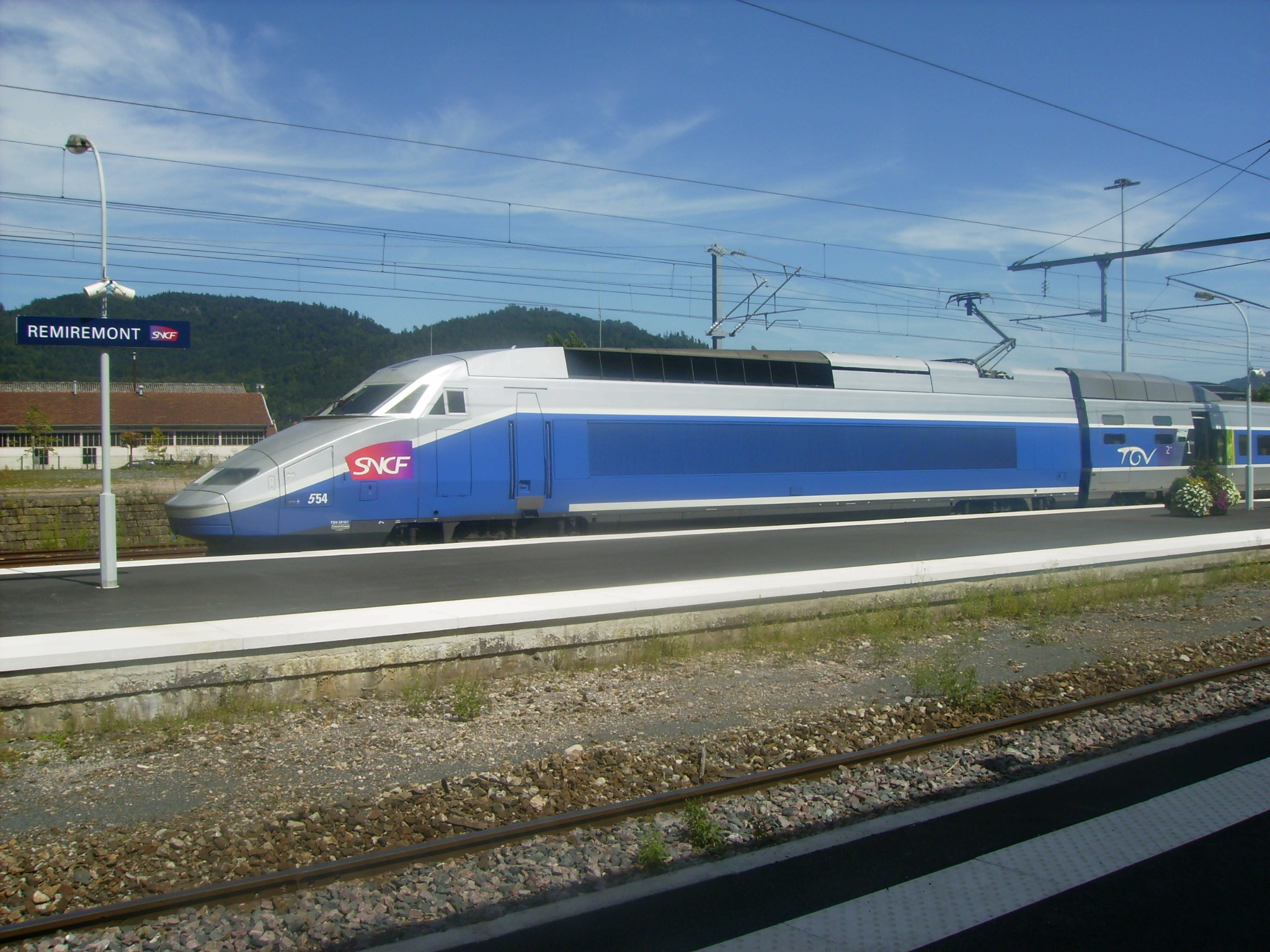
Gare desservie par le TGV et des trains TER Grand Est.

#### Transports en commun
- Fluo Grand Est.

#### Lignes SNCF
- Gare de Remiremont
- Gare d'Oderen

## Toponymie
Le nom primitif de la localité, station romaine sur la voie allant de Metz à Bâle, était Vixentine ou Wisentine, attesté sous les formes Visentine (XIe ou XIIe siècle) ; La parroche de Vizentines (fin XIIIe siècle) ; Visenteines (XIVe siècle) ; S. Morise a Visentine (XIVe siècle) ; De Visantigneyo (1402), ville gallo-romaine dispersée autour de plusieurs sources sacrées dans la haute vallée de la Moselle. La vallée porte parfois encore le nom de Vissandine au niveau de Saint-Maurice.

Le nom de la commune est attesté sous les formes Le parroichage de Saint Morise et de Bussanz (1310); S. Morise a Visentine (XIVe siècle) ; Saint Maurice (1505) ; Sainct Maurise (1594) ; Saint Morice (1656) ; Saint-Maurice-lès-Bussang (1779) ; Maurice, Mont-Ballon, Mont-Maurice (an II).

Saint-Maurice est un hagiotoponyme qui fait référence à Maurice d'Agaune.
L'appellation actuelle de Saint-Maurice-sur-Moselle date du décret du 22 mai 1867.

Comme son nom l'indique, la commune est arrosée par la rivière de la Moselle, littéralement « localité vouée à saint Maurice située près de la Moselle ».
La commune comprend aussi plusieurs lieux-dits excentrés : les Charbonniers, la Goutte du Rieux, le Rouge Gazon.
Les habitants sont appelés les Fremis et les Fremises, nom patois désignant des fourmis. Cette origine vient du temps où les Bussenets  (habitants de la localité voisine de Bussang) venaient à la messe et aux vêpres à Saint-Maurice-Sur-Moselle. Après avoir assisté à la messe, ils allaient manger le repas qu’ils avaient emporté, en attendant les vêpres, sur l’herbe sur les hauteurs du Mont. Ce terrain était infesté de fourmilières … C’est ainsi que les Bussenets prirent l’habitude de dire « on va voir les fourmis » puis les « fremis ».

## Histoire
La haute vallée de la Moselle était empruntée par la voie romaine reliant Metz à Bâle. Bussang et Saint-Maurice étaient regroupées sous le nom de Vixenterius, Vicentine ou Vissent jusqu'à la scission de 1420. La paroisse garda le nom de Visentine jusqu'à sa partition en 1767.
Saint-Maurice faisait partie du ban de Ramonchamp qui dépendait du duc de Lorraine.
Vers 1550 débute l'exploitation du cuivre au Thillot avec l'installation d'une fonderie à Saint-Maurice.
En 1751, la commune dépendait du bailliage de Remiremont et en 1790 du district de Remiremont. Elle était chef-lieu de canton.
Sous la Révolution, elle prend le nom de Mont-Maurice.

### Époque contemporaine
En novembre 1943, une poignée de Frémis se réunissent et forment le maquis des Roches de Morteville. Le 2 octobre 1944, un détachement de la division SS « Das Reich » arrive sur la place du village. Les hommes sont rassemblés pour partir au travail forcé. Il est procédé à l’appel des travailleurs.
Au même moment, un homme sort de sa poche une liste de noms. Après lecture de celle-ci, les personnes désignées durent se mettre à part. Soixante-cinq habitants figuraient sur cette liste, six d'entre eux seront fusillés au Steingraben dans le col de Bussang tandis que les autres seront déportés dans différents camps de concentration ; seuls dix-huit d'entre eux reviendront.
La commune a été décorée, le 11 novembre 1948, de la Croix de guerre 1939-1945.
Au niveau de l'activité économique de la commune, le tissage Lévêque était un des fleurons de l'industrie textile dans la vallée de la Moselle dans les années 1990,. 
La France avait déjà  été un des premiers pays à avoir connu la révolution industrielle. Tout d'abord marquée par l'industrie du charbon et de la sidérurgie (des mines de fer et de charbon), elle s'est étendue à l'industrie textile. Les bâtiments du tissage Lévêque ont été mis en vente en 2020.

## Politique et administration

### Liste des maires
| Période                                  | Période   | Identité                   | Étiquette | Qualité                                                |
| ---------------------------------------- | --------- | -------------------------- | --------- | ------------------------------------------------------ |
| Les données manquantes sont à compléter. |           |                            |           |                                                        |
| 1971                                     | 1977      | Christian Spiller          |           | Commerçant en meubles                                  |
|                                          |           | Jean-Pierre Daval          |           | Ingénieur Arts & Métiers                               |
|                                          |           | Bernadette Naegelen        |           | Retraitée de l'enseignement                            |
| mars 2001                                | août 2002 | Denis Kopp                 |           | Décède accidentellement durant son mandat              |
| 2002                                     | 2006      | Alain Claudel              |           | Professeur des écoles Démissionnaire durant son mandat |
| janvier 2007                             | mars 2008 | Roger Chevrier (1938-2018) |           | Retraité EDF-GDF, maire intérimaire                    |
| mars 2008                                | mars 2014 | Philippe Spillebout        |           |                                                        |
| mars 2014                                | En cours  | Thierry Rigollet           | DVD       |                                                        |

### Budget et fiscalité 2022

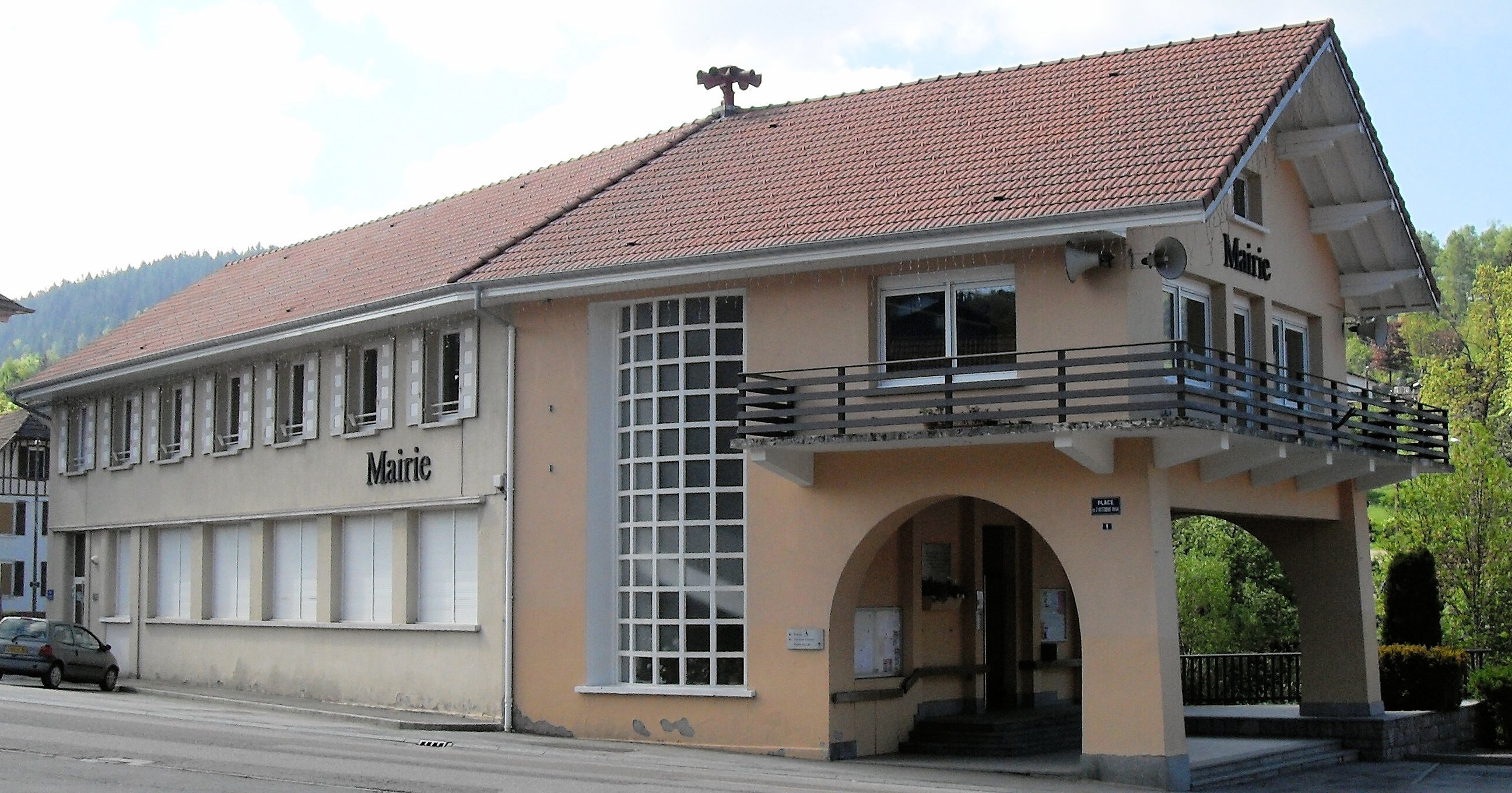
La mairie.

- total des produits de fonctionnement : 658 000 €, soit 1 182 € par habitant ;
- total des charges de fonctionnement : 1 347 000 €, soit 960 € par habitant ;
- total des ressources d’investissement : 1 490 000 €, soit 1 062 € par habitant ;
- total des emplois d’investissement : 1 878 000 €, soit 1 338 € par habitant ;
- endettement : 1 534 000 €, soit 1 094 € par habitant.

Avec les taux de fiscalité suivants :
- taxe d’habitation : 22,88 % ;
- taxe foncière sur les propriétés bâties : 43,08 % ;
- taxe foncière sur les propriétés non bâties : 40,72 % ;
- taxe additionnelle à la taxe foncière sur les propriétés non bâties : 38,75 % ;
- cotisation foncière des entreprises : 22,86 %.

Chiffres clés Revenus et pauvreté des ménages en 2021 : médiane en 2021 du revenu disponible, par unité de consommation : 21 080 €.

## Population et société

### Démographie

#### Évolution démographique
L'évolution du nombre d'habitants est connue à travers les recensements de la population effectués dans la commune depuis 1793. Pour les communes de moins de 10 000 habitants, une enquête de recensement portant sur toute la population est réalisée tous les cinq ans, les populations de référence des années intermédiaires étant quant à elles estimées par interpolation ou extrapolation. Pour la commune, le premier recensement exhaustif entrant dans le cadre du nouveau dispositif a été réalisé en 2004.

En 2022, la commune comptait 1 364 habitants, en évolution de −1,09 % par rapport à 2016 (Vosges : −2,96 %, France hors Mayotte : +2,11 %).
| 1793  | 1800  | 1806  | 1821  | 1831  | 1836  | 1841  | 1846  | 1856  |
| ----- | ----- | ----- | ----- | ----- | ----- | ----- | ----- | ----- |
| 1 395 | 1 494 | 1 667 | 1 753 | 2 028 | 2 054 | 2 033 | 2 095 | 1 741 |

| 1861  | 1866  | 1872  | 1876  | 1881  | 1886  | 1891  | 1896  | 1901  |
| ----- | ----- | ----- | ----- | ----- | ----- | ----- | ----- | ----- |
| 1 926 | 2 125 | 2 190 | 2 453 | 2 478 | 2 616 | 2 706 | 2 790 | 2 916 |

| 1906  | 1911  | 1921  | 1926  | 1931  | 1936  | 1946  | 1954  | 1962  |
| ----- | ----- | ----- | ----- | ----- | ----- | ----- | ----- | ----- |
| 2 949 | 3 080 | 2 631 | 2 594 | 2 546 | 2 212 | 1 825 | 2 190 | 1 947 |

| 1968  | 1975  | 1982  | 1990  | 1999  | 2004  | 2006  | 2009  | 2014  |
| ----- | ----- | ----- | ----- | ----- | ----- | ----- | ----- | ----- |
| 1 878 | 1 845 | 1 768 | 1 615 | 1 449 | 1 496 | 1 513 | 1 486 | 1 389 |

| 2019  | 2022  | - | - | - | - | - | - | - |
| ----- | ----- | - | - | - | - | - | - | - |
| 1 367 | 1 364 | - | - | - | - | - | - | - |

### Enseignement
Établissements d'enseignements :
- Écoles maternelles et primaires à Saint-Maurice-sur-Moselle, Bussang, Fresse-sur-Moselle, Rimbach-près-Masevaux, Sewen.
- Collèges à Le Thillot, Cornimont, Giromagny, Saint-Amarin.
- Lycées à Masevaux-Niederbruck, Thann, Valdoie.

### Santé
Professionnels et établissements de santé :
- Médecins à Saint-Maurice-sur-Moselle, Fresse-sur-Moselle, Le Thillot, Bussang, Le Ménil, Ramonchamp.
- Pharmacies à Saint-Maurice-sur-Moselle, Fresse-sur-Moselle, Le Thillot, Bussang, Ramonchamp.
- Hôpitaux à Le Thillot, Bussang, Cornimont.
- Centre hospitalier Beatrix de Lorraine à Remiremont.

### Cultes
- Culte catholique, Paroisse Bienheureux-Frédéric-Ozanam[41], Diocèse de Saint-Dié.

## Économie

### Entreprises et commerces

#### Agriculture
- Culture de plantes à épices, aromatiques, médicinales et pharmaceutiques.
- Élevage d'ovins et de caprins.
- Élevage de vaches laitières.
- Élevage de chevaux et d'autres équidés.

#### Tourisme
- L'économie de manière générale est principalement mue par le tourisme de montagne.
- Hébergements et restauration à Saint-Maurice-sur-Moselle, Bussang, Le Ménil, Le Thillot.

#### Commerces
- Commerces et services de proximité.

L'épicerie Le verger d'Charline fonctionne sur la commune depuis 2010.

## Culture locale et patrimoine

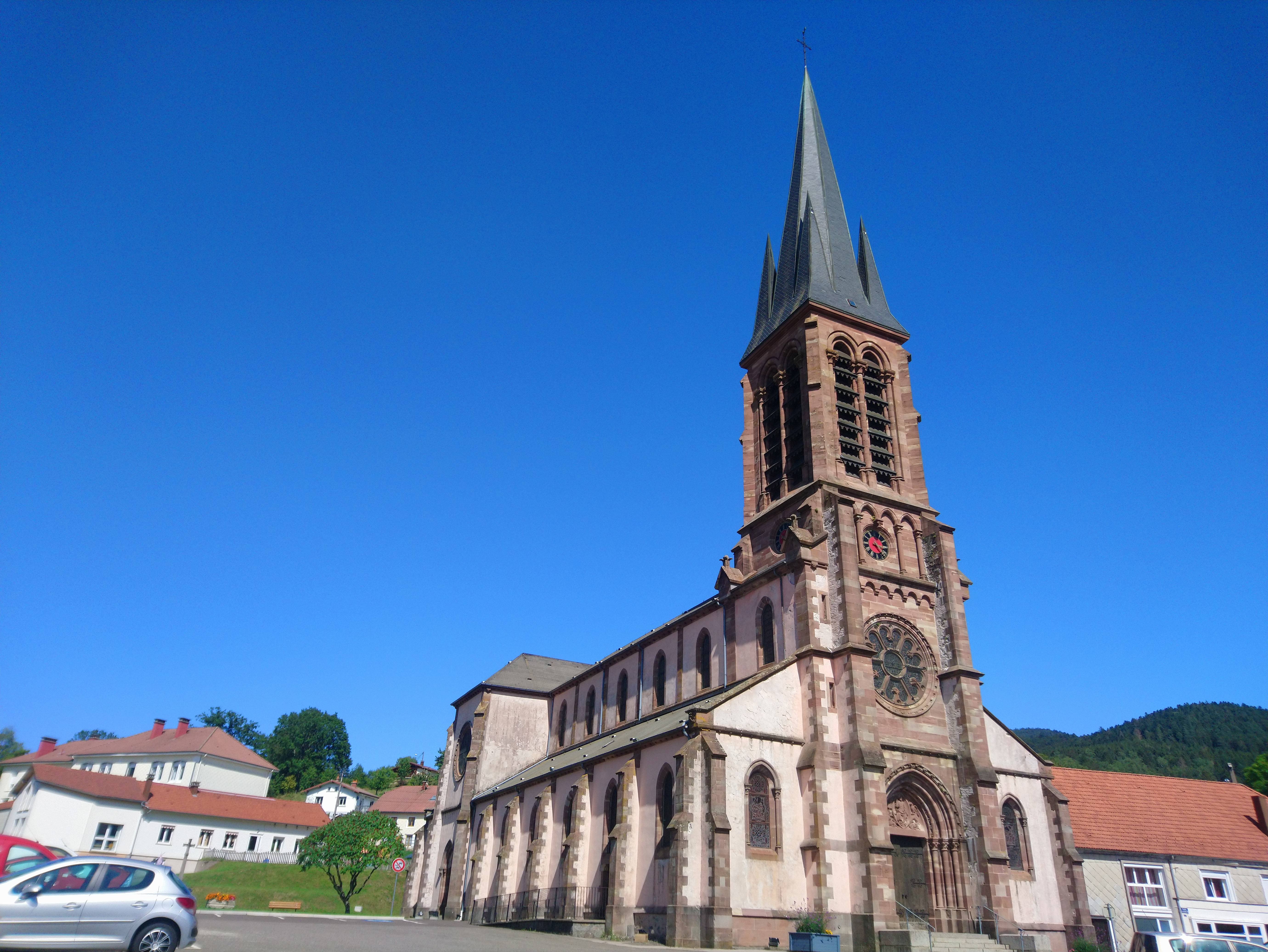
L'église de Saint-Maurice-sur-Moselle.
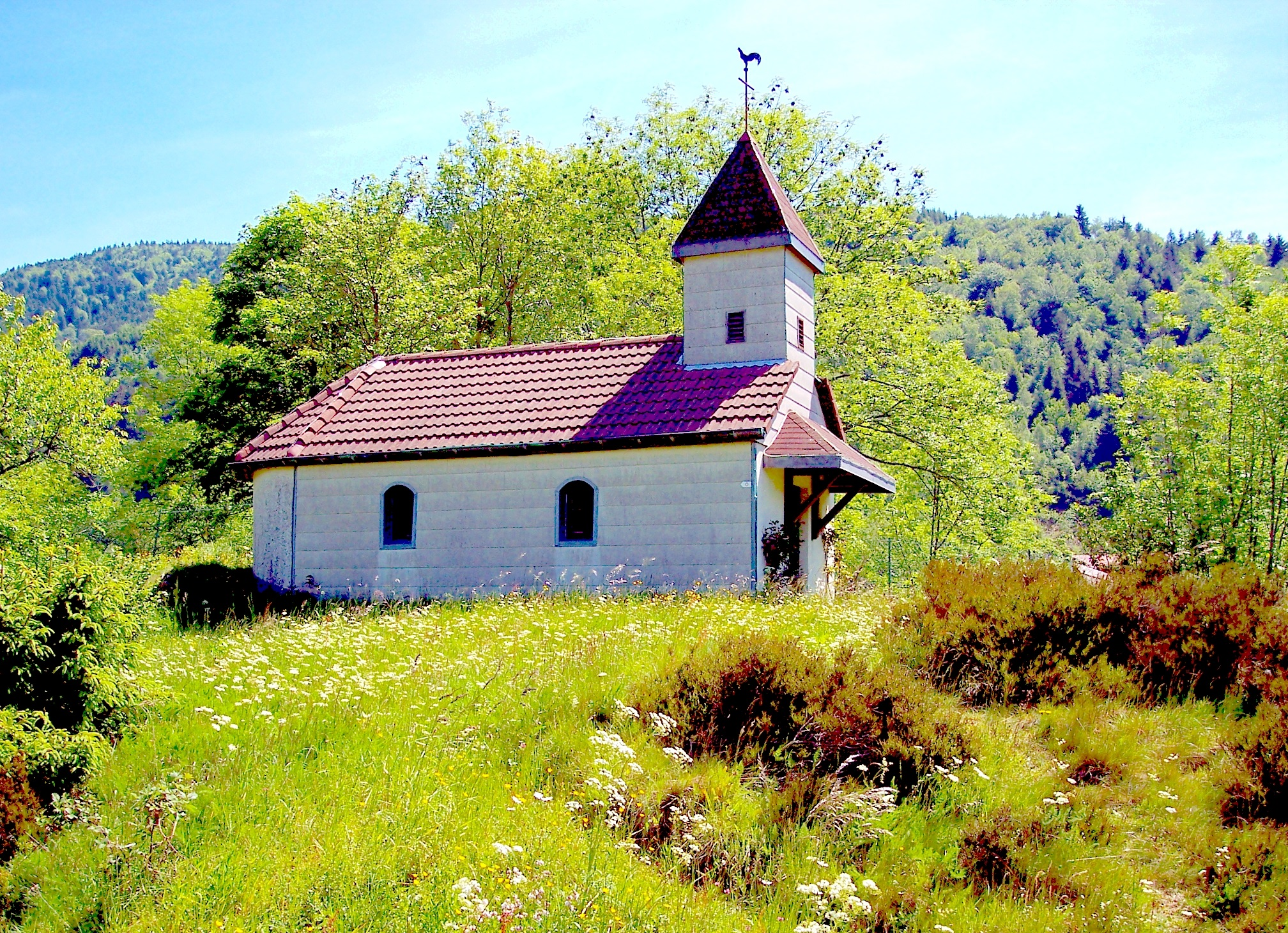
Chapelle des Charbonniers.
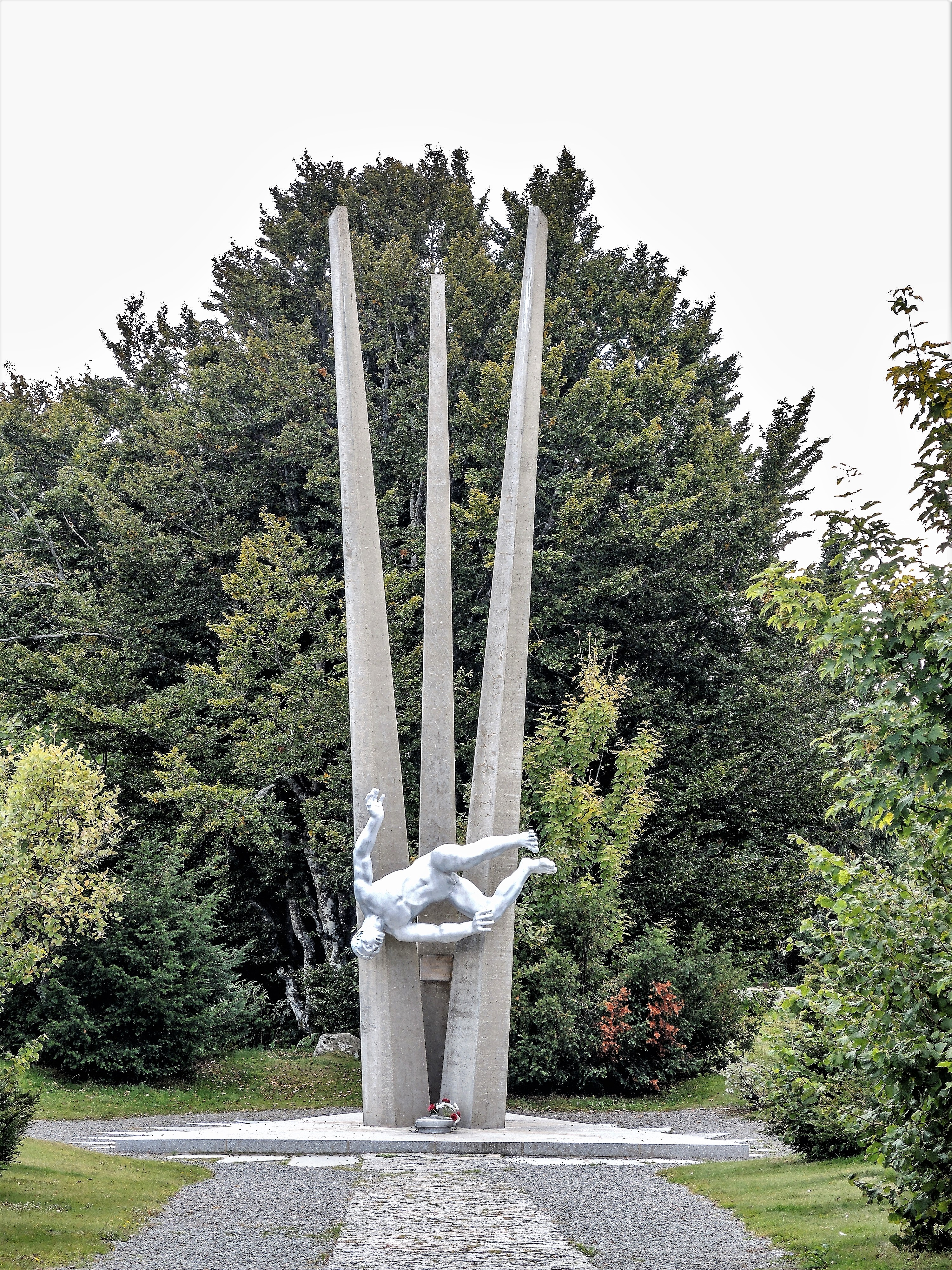
Le monument des démineurs, au ballon d'Alsace.
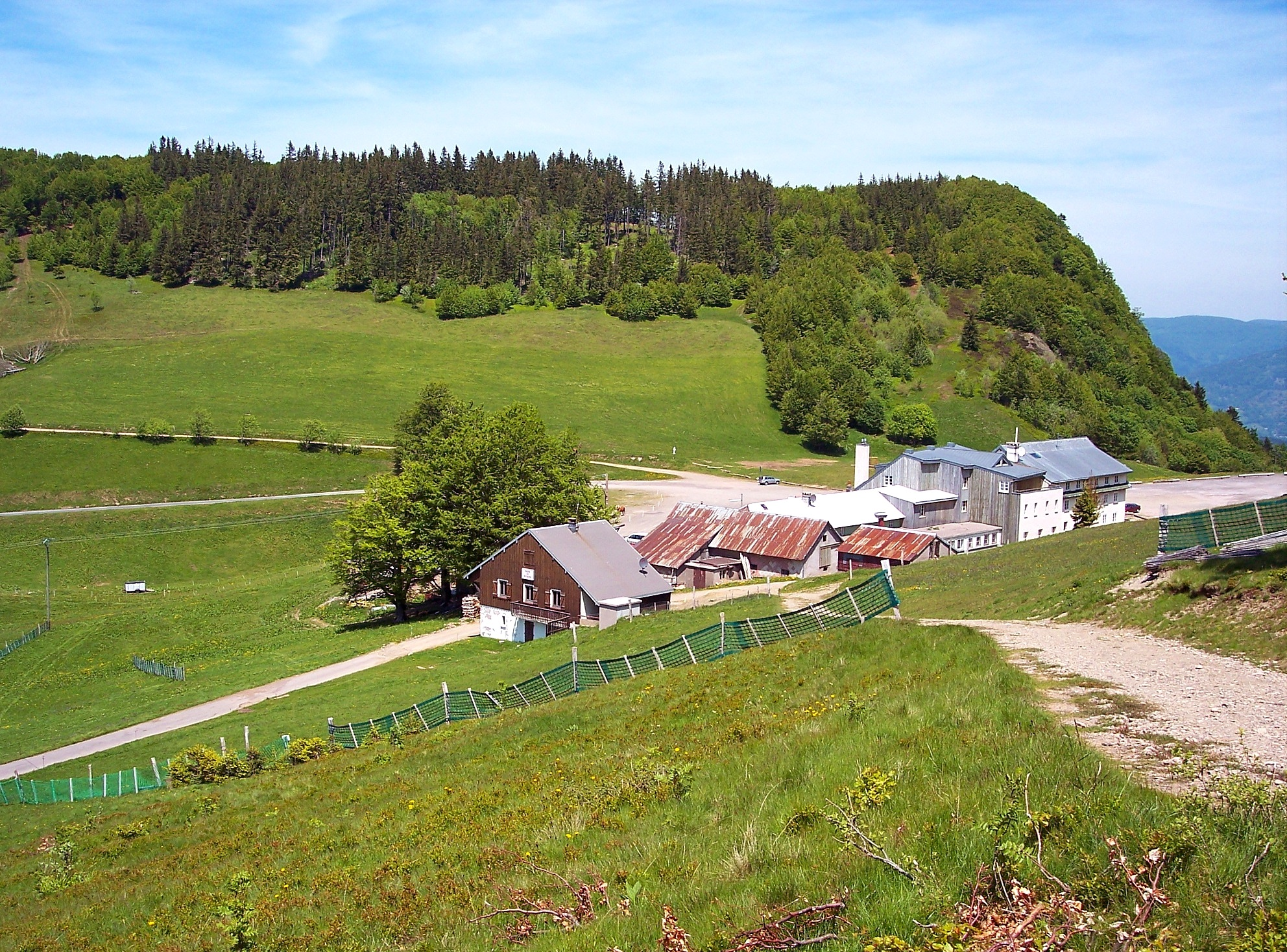
Le Rouge-Gazon.
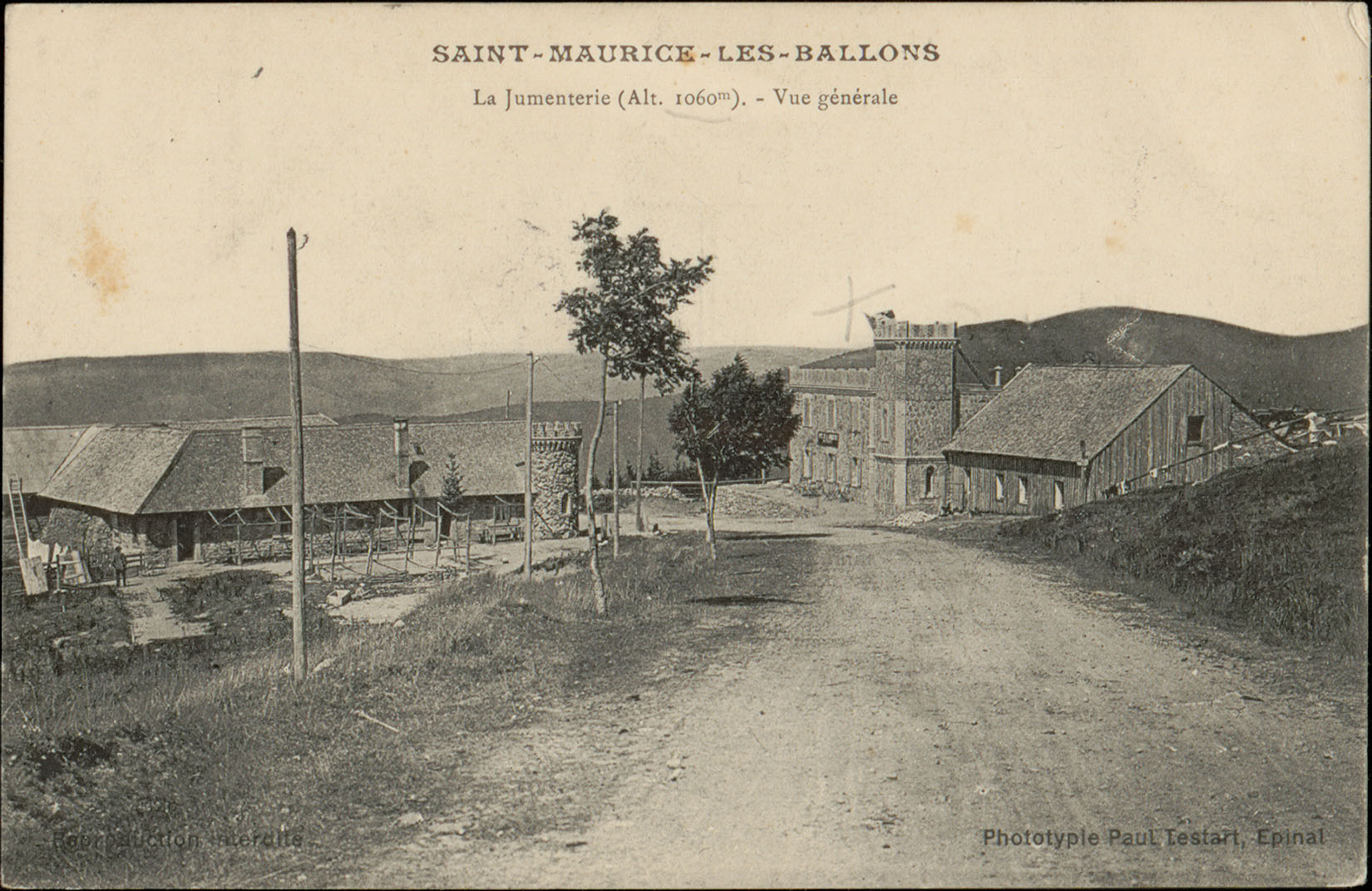
La Jumenterie, entre 1880 et 1945.
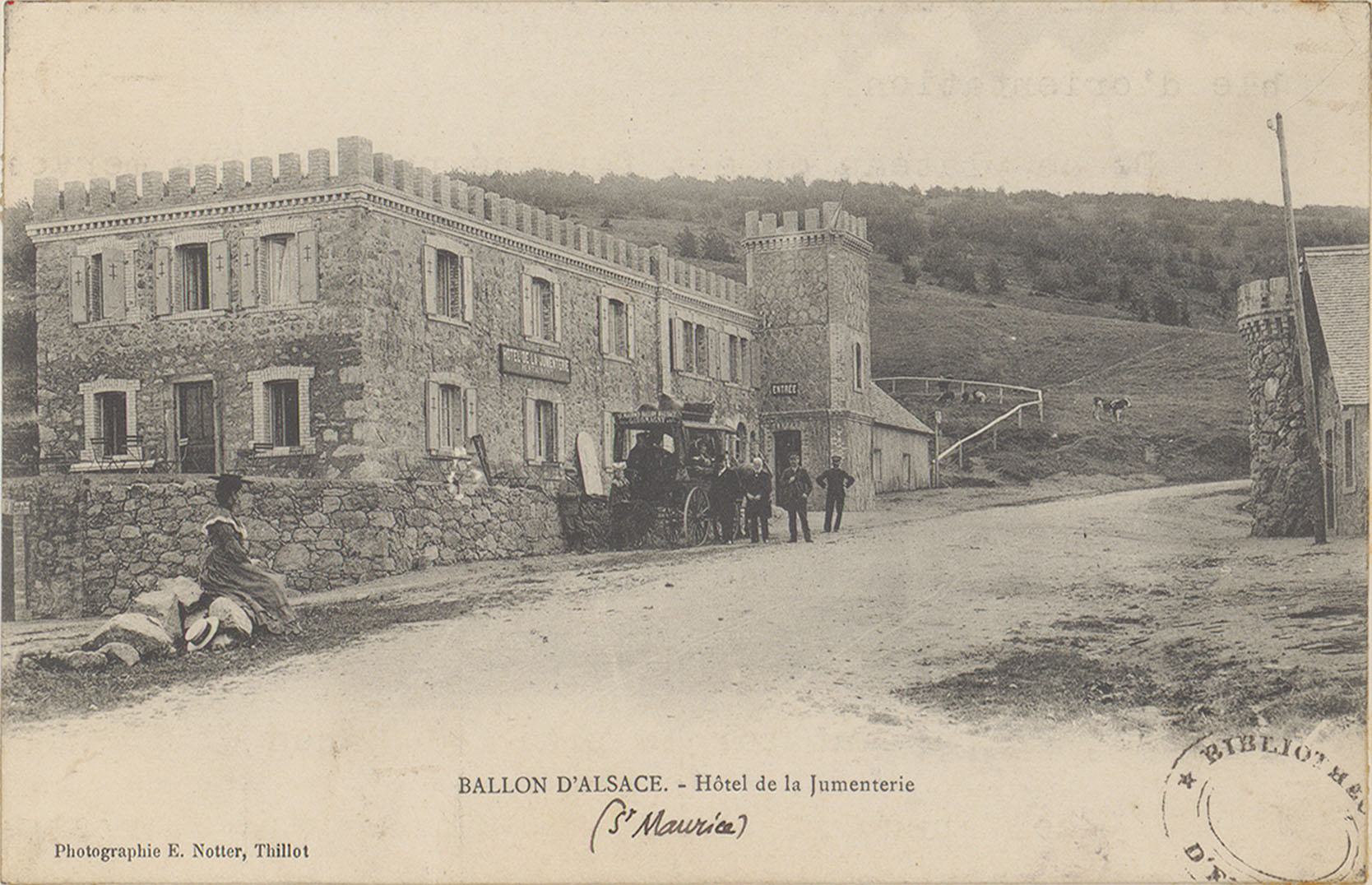
Hôtel de la Jumenterie.
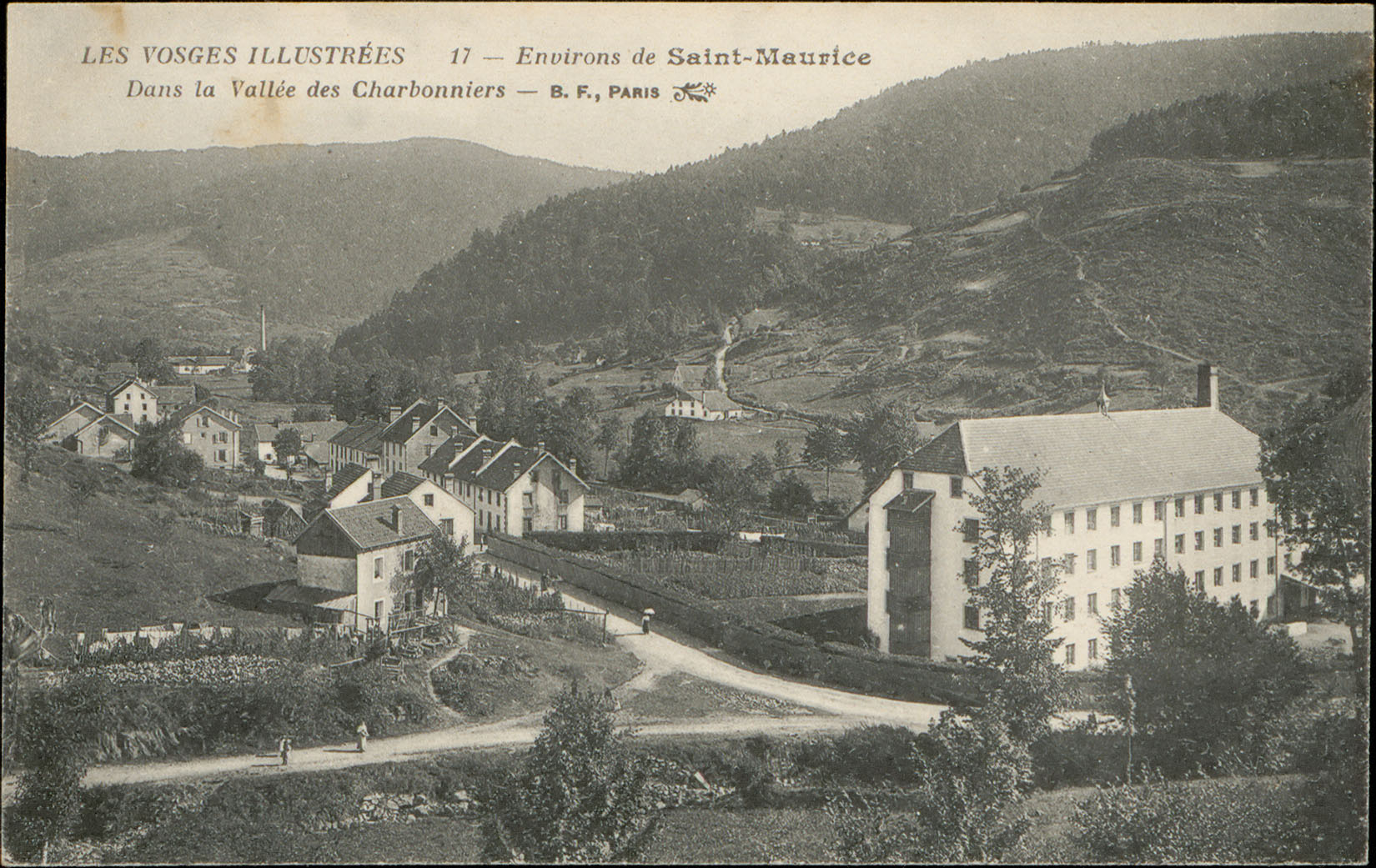
Saint-Maurice dans la vallée des Charbonniers, entre 1880 et 1945.

### Lieux et monuments
Patrimoine religieux :
- Église néogothique construite en 1868[42], et son orgue de 1873[43].
- Chapelle des Charbonniers[44].
- Chapelle Notre-Dame du Bon-secours, dite chapelle Botiotte[45].
- Monuments commémoratifs[46].
- Le col du Ballon d'Alsace avec le monument en mémoire des démineurs[47] : L'Homme projeté, réalisé en 1952 par Émile Deschler (architecte) et Jacques Rivière (sculpteur). Les trois flèches du monument, hautes de près de 11 mètres, représentent l'allumeur d'une Mine-S (SMi-35) qui fit de nombreuses victimes. Un timbre de 0,70 franc français, émis en 1975 pour le 30e anniversaire de la création du Service du déminage, représente ce monument.

Autres sites et patrimoines :
- La mairie.
- Station de ski du Rouge-Gazon.
- Fermes : marcairies royales (4e quart XVIIIe siècle)[48],[49],[50].

### Jumelage
Le 15 octobre 2006, la municipalité de Saint-Maurice rend officiel le jumelage avec la commune de Saint-Paterne dans la Sarthe.

### Personnalités liées à la commune
- René Briot (1913-1991), résistant français, Compagnon de la Libération
- Jacques Georges (1916-2004), responsable sportif, président de la Fédération française de football de 1968 à 1972, de l'UEFA de 1983 à 1990
- Christian Spiller  (1935-2009), maire de 1971 à 1977, conseiller général du canton de Le Thillot de 1979 à 1988, député des Vosges de 1988 à 1993.
- Pierre Pelot, écrivain, né en 1945.
- Roger Viry-Babel (1945-2005), universitaire et cinéaste.
- Dylan Pelot (1969-2013), fils de Pierre, illustrateur et écrivain.
- Émile Lorraine, militant syndical[52],[53].
- La famille François. Nicolas Joseph François, arrière-grand-père de Claude François, est né à Saint-Maurice-sur-Moselle le 29 novembre 1835, il est parti à Port-Saïd, en Égypte, en 1871[54],[55].

### Héraldique
| Blason | Blasonnement : Tranché : au premier de gueules à la tête de cheval contournée de sable, au second d'azur à la tour d'argent ; à la bande d'argent chargée de trois fourmis de sable brochant sur la partition. Commentaires : Le blason reprend la bande du blason lorrain mais les alérions laissent la place à des fourmis, surnom donné aux habitants de Saint-Maurice. La tête de cheval symbolise la tradition hippique de la commune, datant de 1618 quand le duc de Lorraine implanta un haras à la Jumenterie. Une tour fut construite à la Jumenterie. |

## Pour approfondir